# Harald Link
Harald Link (* 12. Januar 1955 in Basel) ist ein deutscher Unternehmer, Polospieler und Philanthrop, der in Thailand lebt.

## Familie
Harald Link entstammt einer ursprünglich aus Lübeck stammenden Unternehmerfamilie. Er ist Sohn des Juristen Gerhard Link (1915–1995), der gemeinsam mit seinem Bruder Herbert Geschäftsführer des Unternehmens B.Grimm in Bangkok war.
Seit April 1981 ist Harald Link mit Maria Assunta von und zu Liechtenstein verheiratet. Aus der Ehe gingen zwei Kinder hervor. Caroline Link (* 28. Februar 1982 in Bangkok) und Felix Danai Link (* 7. September 1986 in Bangkok).

## Ausbildung und Werdegang
Nach wirtschaftswissenschaftlichem Studium an der Universität St. Gallen und Abschluss als MBA trat er 1979 in das Familienunternehmen ein. 1988 übernahm er als CEO die Leitung des Unternehmens. Er erschloss dem Handelshaus die Geschäftsfelder Energie, Produktion und Infrastruktur und öffnete die Türen für deutsch-thailändische Joint Ventures.
Harald Link ist in der Führungsspitze der B.Grimm sowohl im Board of Directors als auch im Management Team vertreten.

## Auszeichnungen
Für seinen maßgeblichen Anteil an der Entwicklung der, offiziell im Jahr 1858 beginnenden, deutsch-thailändischen Handels- und Wirtschaftsbeziehungen wurde er 1995 mit dem Verdienstkreuz am Bande der Bundesrepublik Deutschland und im Oktober 2010 mit dem Verdienstkreuz 1. Klasse ausgezeichnet.
Die Bangkok Post wählte Harald Link zum CEO des Jahres 2021: Bester CEO für sein Lebenswerk.

## Polo, Pferdesport
Im Jahre 1990 gründete Harald Link, gemeinsam mit Nunthinee Tanner, Thailands erster weiblicher Polospielerin, den in Pattaya ansässigen Thai Polo & Equestrian Club. Link ist aktiver Polospieler und Präsident des Thai Polo Clubs.
Link hat als Präsident des thailändischen Pferdesportverbandes die Standards des Sports in der Region angehoben. Mit der durch die Qualifikation der thailändischen Reiternationalmannschaft erreichte Entsendung zu den Olympischen Sommerspielen 2020 in Tokio hat Thailand Geschichte geschrieben.

## Philanthrop
Harald Link unterstützt als Philanthrop zahlreiche Projekte. Im Jahre 2016 wurde er vom Forbes-Asia Magazin als einer von Asiens Philanthropie-Helden des Jahres gewählt.

## Vermögen
Auf der Forbes-Liste steht er mit einem Vermögen von 2,9 Mrd. USD im Jahr 2021 auf Platz 11 der reichsten in Thailand lebenden Menschen. Im Jahre 2022 steht er in der Forbes-Liste der Milliardäre auf Platz 1.445.

## Sonstiges
Unter der königlichen Schirmherrschaft von HRH Prinzessin Sirivannavari Nariratana Rajakanya ist Harald Link Vorsitzender der Royal Bangkok Symphony Orchestra Foundation. Gemeinsames Ziel ist es, klassische Musik für alle Thais zugänglich zu machen.